# Piraci z Karaibów: Klątwa Czarnej Perły
Piraci z Karaibów: Klątwa Czarnej Perły (ang. Pirates of the Caribbean: The Curse of the Black Pearl) – amerykański film przygodowy z elementami fantasy, z 2003 roku, pierwszy z serii. Akcja filmu rozgrywa się w XVIII wieku na Morzu Karaibskim. Film powstał na podstawie przedstawienia Piraci z Karaibów, wystawianego w Disneylandzie.
Film kręcono m.in. na Grenadynach – na wyspie Tobago Cays.
Dotychczas film doczekał się czterech sequeli. W 2006 roku ukazał się film Piraci z Karaibów: Skrzynia umarlaka (Dead Man’s Chest), w 2007 Piraci z Karaibów: Na krańcu świata (At World’s End). W czerwcu 2010 rozpoczęto zdjęcia do czwartej części serii Piraci z Karaibów: Na nieznanych wodach, premiera filmu odbyła się 20 maja 2011. W 2017 miała miejsce premiera filmu Piraci z Karaibów: Zemsta Salazara.

## Fabuła

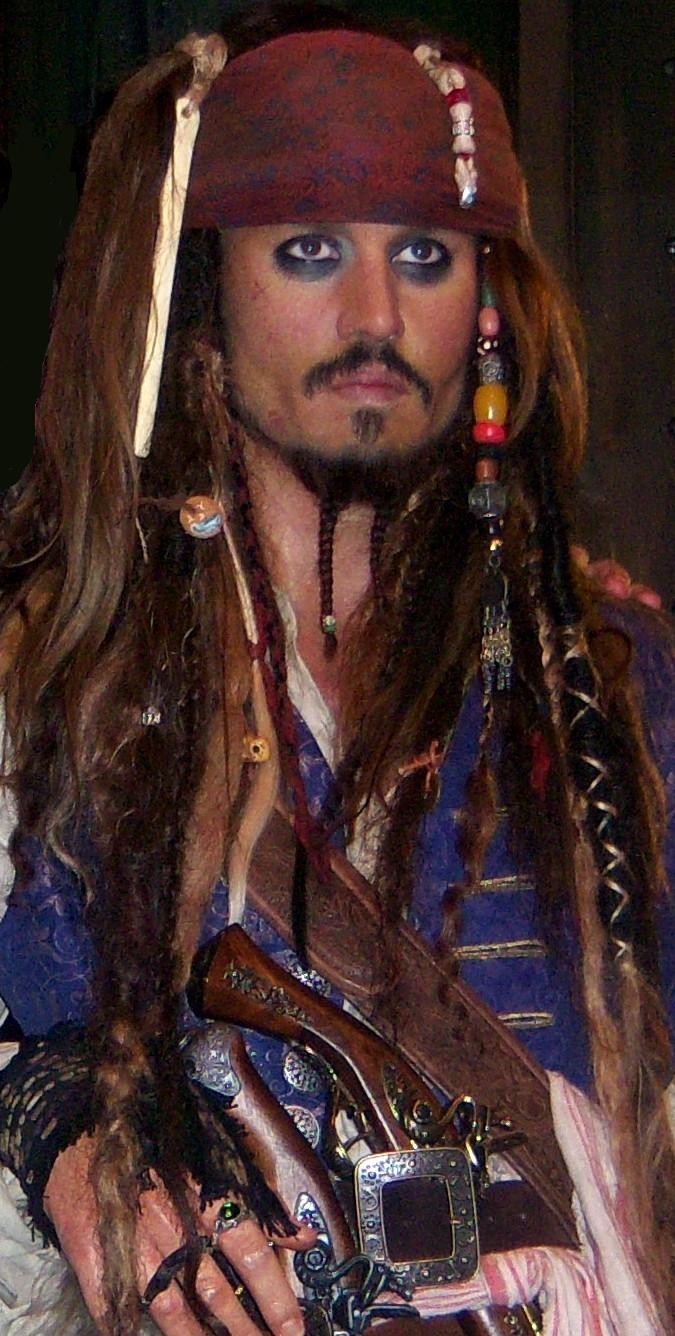
Jack Sparrow

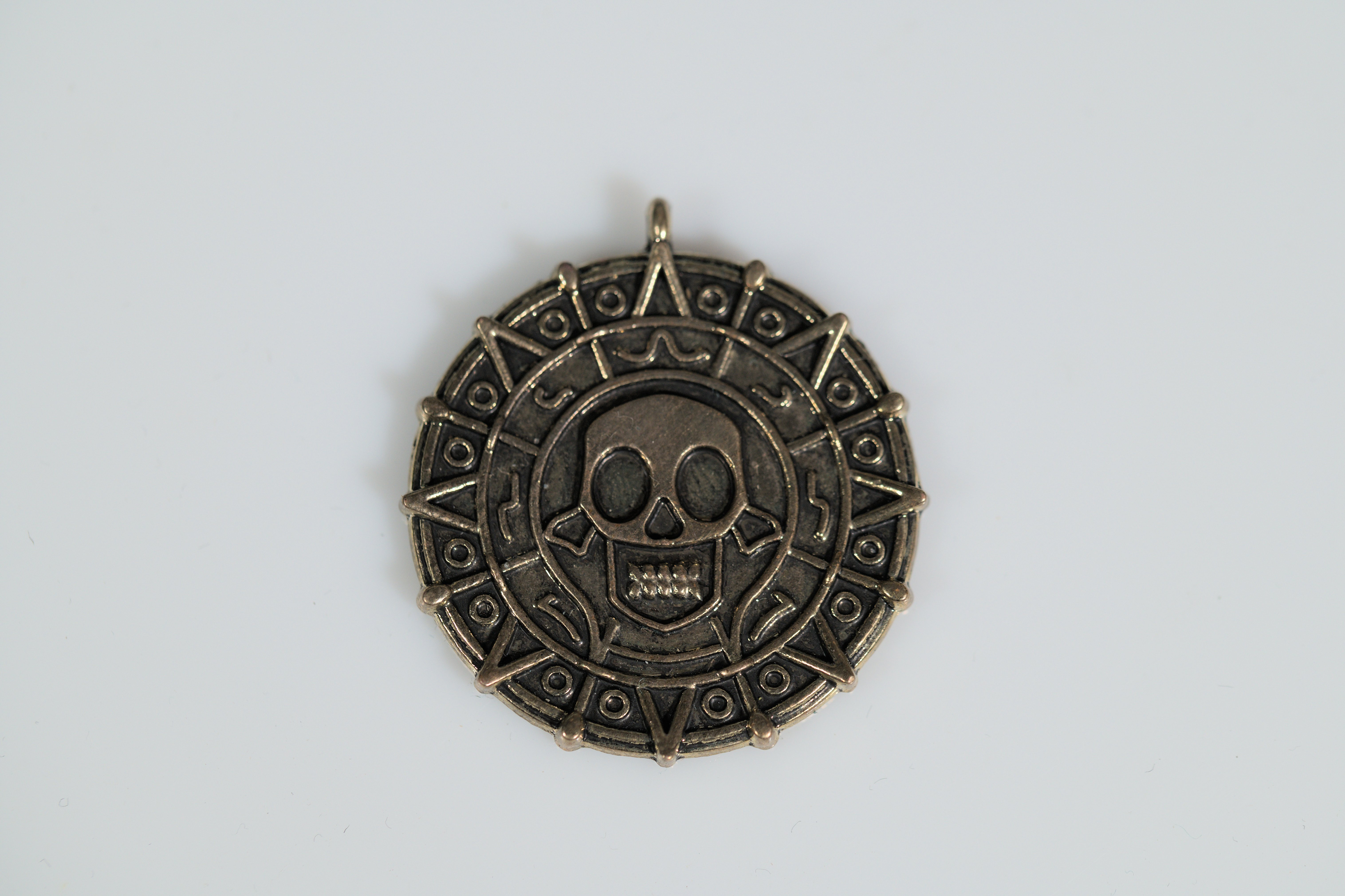
rekonstrukcja monety/medialionu z pierwszej części Piratów z Karaibów

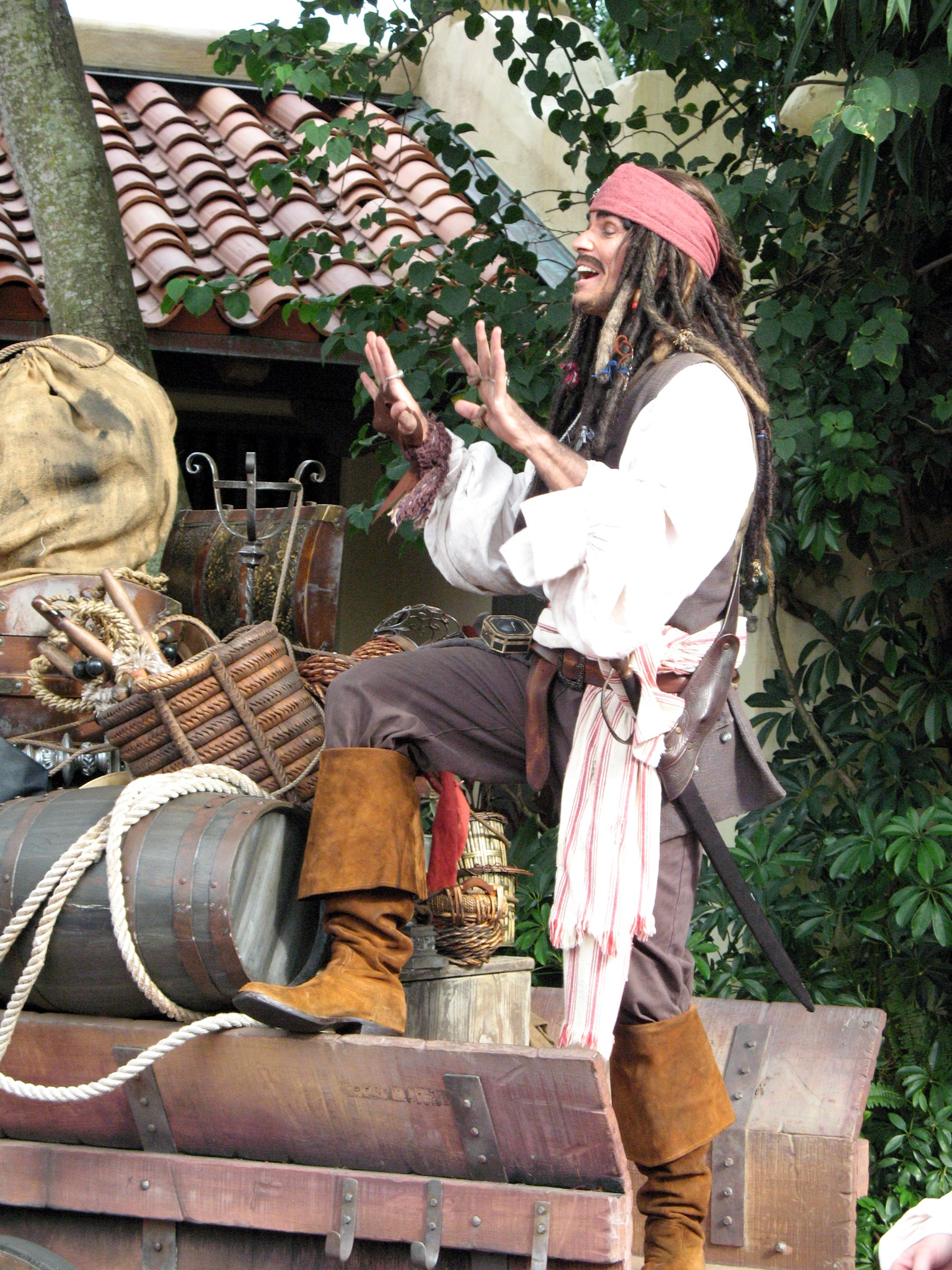
Imitator Jacka Sparrowa (Disneyland, USA)

W 1728 roku piękna córka gubernatora Jamajki, Elizabeth Swann (Keira Knightley), zostaje porwana przez piratów. Na ratunek dziewczynie rusza jej przyjaciel z dzieciństwa, Will Turner (Orlando Bloom), od dawna w niej zakochany, niemający jednak złudzeń co do możliwości małżeństwa ze względu na różniący ich status społeczny. Will prosi o pomoc pirata, zawadiackiego i szelmowskiego kapitana Jacka Sparrowa (Johnny Depp). Sparrow zgadza się mu pomóc, mając w tym swój ukryty cel. Pragnie wyrwać Czarną Perłę, swój dawny okręt, z rąk nikczemnego kapitana Barbossy (Geoffrey Rush), który dziesięć lat wcześniej, jeszcze jako pierwszy oficer kapitana Jacka, wzniecił bunt wśród załogi i porzucając Jacka na bezludnej wyspie, zagarnął jego statek. Jackowi zostawiono wtedy pistolet z jedną kulą, na wypadek gdyby wolał samobójstwo niż śmierć z głodu i pragnienia. Sparrow poprzysiągł jednak przeżyć i zachować tę kulę, aż nadarzy się okazja do zemsty na Barbossie. I oto teraz wydaje się, że nadszedł stosowny moment. Odzyskanie Perły nie będzie jednak proste – na statku i jego załodze ciąży bowiem straszliwa klątwa: są oni żywymi szkieletami, których prawdziwą naturę ujawnia tylko światło księżyca – za dnia przybierają normalną postać. Klątwa została nałożona na znaleziony przez Barbossę i jego załogę skarb Cortésa – osiemset osiemdziesiąt dwa złote medaliony, ofiarowane przez Azteków na okup Hiszpanom, aby zaprzestali rzezi Indian. Gdy Cortéz nie dotrzymał obietnicy, azteccy bogowie przeklęli złoto i każdego, kto weźmie choćby jeden medalion ze skrzyni. Aby zdjąć klątwę należy zwrócić wszystkie sztuki złota i złożyć ofiarę z krwi każdego, kto je wziął. Piraci oddali już wszystko, z wyjątkiem ostatniego medalionu – tego, który ich towarzysz, Bill Turner, wysłał przed dziesięciu laty swojemu synowi, Willowi. Barbossa nie wie, że to właśnie krwi młodego kowala potrzebuje, aby zdjąć klątwę, ale przebiegły Jack Sparrow jest tego doskonale świadomy i zgadza się pomóc Willowi w ratowaniu jego ukochanej, cały czas układając misterny plan odzyskania Czarnej Perły.

## Obsada
- Johnny Depp – kapitan Jack Sparrow
- Geoffrey Rush – Hektor Barbossa
- Orlando Bloom – Will Turner
- Keira Knightley – Elizabeth Swann
- Jack Davenport – komodor James Norrington
- Jonathan Pryce – gubernator Weatherby Swann
- Lee Arenberg – Pintel
- Mackenzie Crook – Ragetti
- Damian O’Hare – porucznik Gillette
- Giles New – Murtogg
- Angus Barnett – Mullroy
- David Bailie – Cotton
- Michael Berry Jr. – Twigg
- Isaac C. Singleton Jr. – Bo’sun
- Zoe Saldaña − Anamaria
- Kevin McNally – Joshamee Gibbs

## Nagrody i nominacje
Oscary za rok 2003
- Najlepsza charakteryzacja – Ve Neill, Martin Samuel (nominacja)
- Najlepszy dźwięk – Christopher Boyes, David Parker, David E. Campbell, Lee Orloff (nominacja)
- Najlepsze efekty specjalne – John Knoll, Hal T. Hickel, Charles Gibson, Terry D. Frazee (nominacja)
- Najlepszy montaż dźwięku – Christopher Boyes, George Watters II (nominacja)
- Najlepszy aktor – Johnny Depp (nominacja)

Złote Globy 2003
- Najlepszy aktor w komedii lub musicalu – Johnny Depp (nominacja)

Nagrody BAFTA 2003
- Najlepsza charakteryzacja – Ve Neill, Martin Samuel
- Najlepsze kostiumy – Penny Rose (nominacja)
- Najlepszy dźwięk – Christopher Boyes, George Watters II, Lee Orloff, David Parker, David E. Campbell (nominacja)
- Najlepsze efekty specjalne – John Knoll, Hal T. Hickel, Charles Gibson, Terry D. Frazee (nominacja)
- Najlepszy aktor – Johnny Depp (nominacja)

Nagroda Saturn 2003
- Najlepsze kostiumy – Penny Rose
- Nagroda czytelników magazynu Cinescape „Twarz Przyszłości” – kobieta – Keira Knightley (nominacja)
- Najlepszy film fantasy (nominacja)
- Najlepsza reżyseria – Gore Verbinski (nominacja)
- Najlepsza muzyka – Klaus Badelt (nominacja)
- Najlepsza charakteryzacja – Ve Neill, Martin Samuel (nominacja)
- Najlepsze efekty specjalne – John Knoll, Hal T. Hickel, Charles Gibson, Terry D. Frazee (nominacja)
- Najlepszy aktor – Johnny Depp (nominacja)
- Najlepszy aktor drugoplanowy – Geoffrey Rush (nominacja)
- Najlepsza aktorka drugoplanowa – Keira Knightley (nominacja)
- Najlepsze wydanie DVD (nominacja)

Nagroda Satelita 2003
- Najlepsza komedia lub musical (nominacja)
- Najlepsze kostiumy – Penny Rose (nominacja)
- Najlepsze efekty specjalne – John Knoll (nominacja)
- Najlepszy aktor w komedii lub musicalu – Johnny Depp (nominacja)
- Najlepsza aktor drugoplanowy w komedii lub musicalu – Geoffrey Rush (nominacja)

Nagroda Satelita 2004
- Najlepsze wydanie DVD (nominacja)

MTV Movie Awards 2004
- Najlepszy aktor – Johnny Depp
- Najlepszy aktor komediowy – Johnny Depp (nominacja)
- Najlepszy duet filmowy – Johnny Depp, Orlando Bloom (nominacja)
- Najlepszy czarny charakter – Geoffrey Rush (nominacja)
- Przełomowa rola żeńska – Keira Knightley (nominacja)